# Одоевский, Николай Иванович
Николай Иванович Одоевский (1739 — 1798) — князь, полковник, масон.

## Биография
Родился в семье президента Вотчинной коллегии Ивана Васильевича Одоевского и Прасковьи Ивановны Толстой, дочери графа Ивана Петровича Толстого.
26 января (6 февраля)  1757 года переведён из ротмистров 3-го Кирасирского полка в Конную гвардию секунд-ротмистром.
В 1762 году наряду с другими офицерами Конногвардейского полка участвовал в дворцовом перевороте, в результате которого на престол взошла Екатерина II, за что новая императрица пожаловала ему чин полковника.
Участвовал в Русско-турецкой войне 1768—1774 годов в качестве волонтёра. С 1778 года полковник в отставке.
6 (17) октября 1764 года по раздельному акту получил село Никольское с другими деревнями Галицкого уезда. С 1778 года владел двором в Москве, доставшийся ему от отца Ивана Васильевича Одоевского. В 1792 подал родословную роспись князей Одоевских.

## Семья
Был женат на Елизавете Александровне Грузинской (1712—1786), дочери грузинского царевича Бакара Вахтанговича и Анны Георгиевны, урождённой княжны Эристовой. Брак был бездетным.